# Pseudosyrichthus senegalensis
Pseudosyrichthus senegalensis är en skalbaggsart som beskrevs av François Louis Nompar de Caumont de Laporte 1840. Pseudosyrichthus senegalensis ingår i släktet Pseudosyrichthus och familjen Dynastidae. Utöver nominatformen finns också underarten P. s. variolosus.